# Genoa Cricket and Football Club 2001-2002
Questa voce raccoglie le informazioni riguardanti il Genoa Cricket and Football Club nelle competizioni ufficiali della stagione 2001-2002.

## Stagione
Nella stagione 2001-2002 il Genoa disputa il campionato cadetto, raccoglie 47 punti con ii quattordicesimo posto in classifica. Per il grifone un campionato da dimenticare in fretta, con un girone di andata incolore, chiuso a metà classifica con 26 punti, ed un girone di ritorno orribile, chiuso due punti sopra la zona retrocessione. Tre allenatori per una risicata salvezza. Il torneo del Genoa è iniziato con il professor Franco Scoglio che è rimasto sulla panchina rossoblù fino a Natale, sostituito da Edy Reja, il tecnico friulano ha resistito due mesi, per poi essere a sua volta esonerato il 5 marzo 2002, e lasciare spazio al responsabile del settore giovanile genoano ed ex difensore del Genoa Claudio Onofri, con il quale si è concluso il campionato, senza vittorie nelle ultime cinque giornate. Due genoani sono arrivati in doppia cifra Cosimo Francioso con 13 reti, e Marco Carparelli con 11 centri. Un Genoa multicolore, che ha avuto cinque calciatori tunisini nella rosa, sui quindici giocatori stranieri che la formano. Nella Coppa Italia in agosto i rossoblù hanno vinto il girone 1 di qualificazione, eliminando Treviso, Arezzo e Bari, poi nel secondo turno sono usciti per mano del Piacenza, con due pareggi.

## Divise e sponsor
La maglia per le partite casalinghe presenta i colori rossoblù con calzoncini blù, la seconda maglia è bianca con banda orizzontale rossoblù. Lo Sponsor è Errea Sport.

## Organigramma societario
Area direttiva
- Presidente: Luigi Dalla Costa
- Vicepresidente: Nicola Canal
- Direttore generale: Giovanni Blondet
- General manager: Fabrizio De Poli

Area tecnica
- Allenatore:

Franco Scoglio, Edy Reja, Claudio Onofri
- Responsabile settore giovanile:

Claudio Onofri

## Rosa
| N. |                    | Ruolo | Calciatore        |
| -- | ------------------ | ----- | ----------------- |
| 1  | Italia (bandiera)  | P     | Fabrizio Lorieri  |
| 2  | Tunisia (bandiera) | D     | Khaled Badra      |
| 2  | Italia (bandiera)  | D     | Filippo Moratti   |
| 3  | Italia (bandiera)  | D     | Stefano Lombardi  |
| 4  | Italia (bandiera)  | C     | Gennaro Ruotolo   |
| 4  | Romania (bandiera) | D     | Valentin Năstase  |
| 5  | Romania (bandiera) | C     | Paul Codrea       |
| 7  | Italia (bandiera)  | A     | Marco Carparelli  |
| 8  | Italia (bandiera)  | C     | Massimo Mutarelli |
| 9  | Italia (bandiera)  | A     | Cosimo Francioso  |
| 10 | Italia (bandiera)  | C     | Giovanni Stroppa  |
| 12 | Italia (bandiera)  | P     | Andrea Campagnolo |
| 13 | Italia (bandiera)  | D     | Angelo Iorio      |
| 14 | Italia (bandiera)  | D     | Simone Giacchetta |
| 15 | Italia (bandiera)  | D     | Andrea Sussi      |
| 15 | Tunisia (bandiera) | C     | Imed Mhadhebi     |
| 16 | Tunisia (bandiera) | C     | Raouf Bouzaiene   |
| 17 | Francia (bandiera) | C     | Stephan Coquin    |
| 18 | Italia (bandiera)  | C     | Andrea Bracaletti |
| 19 | Tunisia (bandiera) | C     | Hassen Gabsi      |

| N. |                      | Ruolo | Calciatore         |
| -- | -------------------- | ----- | ------------------ |
| 20 | Italia (bandiera)    | C     | Ezio Pietro Brevi  |
| 20 | Romania (bandiera)   | C     | Marius Sava        |
| 21 | Italia (bandiera)    | D     | Davide Nicola      |
| 21 | Romania (bandiera)   | A     | Adrian Mihalcea    |
| 22 | Ghana (bandiera)     | D     | John Mensah        |
| 23 | Italia (bandiera)    | C     | Vincenzo D'Isanto  |
| 24 | Turchia (bandiera)   | A     | Atilla Birlik      |
| 24 | Argentina (bandiera) | A     | Sebastián Cobelli  |
| 24 | Camerun (bandiera)   | A     | Laurent Sanda      |
| 25 | Italia (bandiera)    | C     | Alessandro Manetti |
| 26 | Italia (bandiera)    | D     | Paolo Annoni       |
| 27 | Italia (bandiera)    | P     | Simone Patterson   |
| 28 | Italia (bandiera)    | D     | Marco Malagò       |
| 29 | Italia (bandiera)    | C     | Roberto Breda      |
| 29 | Italia (bandiera)    | D     | Alberto Ballarin   |
| 30 | Francia (bandiera)   | C     | Rodrigue Boisfer   |
| 31 | Francia (bandiera)   | D     | Abdoulay Konko     |
| 32 | Tunisia (bandiera)   | P     | Chokri El Ouaer    |
| 32 | Italia (bandiera)    | P     | Luca Ferro         |
| 33 | Italia (bandiera)    | C     | Massimo Donzella   |

## Risultati

### Campionato

#### Girone di andata
| Arbitro: | Rodomonti (Teramo) |

|  |           |                   |
|  | Marcatori | 64’, 85’ Stellone |

| Arbitro: | Cannella (Palermo) |

|  |           |                |
|  | Marcatori | 87’ Carparelli |

| Arbitro: | Palmieri (Cosenza) |

|                    |           |            |
| Carparelli 2’, 54’ | Marcatori | 20’ Zanini |

| Arbitro: | Gabriele (Frosinone) |

|  |           |           |
|  | Marcatori | 5’ Malagò |

| Arbitro: | Tombolini (Ancona) |

|                               |           |  |
| Malagò 11’, 35’ Francioso 25’ | Marcatori |  |

| Terni 28 settembre 2001 6ª giornata | Ternana          | 0 – 0 | Genoa | Stadio Libero Liberati\| Arbitro: \| Rosetti (Torino) \| |
| Arbitro:                            | Rosetti (Torino) |       |       |                                                          |

| Arbitro: | Bolognino (Milano) |

|                     |           |               |
| M. Vieri 75’ (rig.) | Marcatori | 69’ Francioso |

| Arbitro: | Rizzoli (Bologna) |

|              |           |                        |
| E. Brevi 23’ | Marcatori | 32’ (rig.) Ghirardello |

| Arbitro: | Farina (Novi Ligure) |

|             |           |  |
| Spinesi 40’ | Marcatori |  |

| Arbitro: | Treossi (Forlì) |

|                                              |           |  |
| Carparelli 35’ Francioso 61’, 66’ Nicola 88’ | Marcatori |  |

| Arbitro: | Collina (Viareggio) |

|               |           |  |
| Francioso 72’ | Marcatori |  |

| Arbitro: | Tombolini (Ancona) |

|                             |           |            |
| Mendil 34’ F. Giampaolo 51’ | Marcatori | 20’ Mensah |

| Arbitro: | Messina (Bergamo) |

|                           |           |                          |
| Stroppa 37’ Francioso 50’ | Marcatori | 4’ Marcolini 7’ Chianese |

| Arbitro: | Saccani (Mantova) |

|                     |           |  |
| Marco Aurelio 45+1’ | Marcatori |  |

| Arbitro: | Pellegrino (Barcellona Pozzo di Gotto) |

|              |           |             |
| E. Brevi 83’ | Marcatori | 78’ Geraldi |

| Modena 10 dicembre 2001 16ª giornata | Modena              | 0 – 0 | Genoa | Stadio Alberto Braglia\| Arbitro: \| Borriello (Mantova) \| |
| Arbitro:                             | Borriello (Mantova) |       |       |                                                             |

| Arbitro: | Rodomonti (Teramo) |

|                                |           |                                      |
| Francioso 12’, 27’ (rig.), 41’ | Marcatori | 17’, 78’ (rig.) Maccarone 33’ Rocchi |

| Arbitro: | Castellani (Verona) |

|                         |           |                      |
| Lucenti 16’ Abeijon 51’ | Marcatori | 9’ (rig.) Carparelli |

| Arbitro: | Rosetti (Torino) |

|            |           |             |
| Nicola 39’ | Marcatori | 80’ Savoldi |

#### Girone di ritorno
| Arbitro: | Tombolini (Ancona) |

|                             |           |                   |
| M. Bonomi 76’ Graffiedi 85’ | Marcatori | 54’ (aut.) Magoni |

| Arbitro: | Cannella (Palermo) |

|                      |           |          |
| Francioso 32’ (rig.) | Marcatori | 55’ Zini |

| Arbitro: | Cassarà (Palermo) |

|                |           |             |
| Taldo 23’, 67’ | Marcatori | 42’ Stroppa |

| Arbitro: | Cannella (Palermo) |

|                 |           |             |
| Francioso 90+1’ | Marcatori | 53’ Argilli |

| Messina 17 febbraio 2002 24ª giornata | Messina                   | 0 – 0 | Genoa | Stadio Giovanni Celeste\| Arbitro: \| Dondarini (Finale Emilia) \| |
| Arbitro:                              | Dondarini (Finale Emilia) |       |       |                                                                    |

| Arbitro: | Castellani (Verona) |

|  |           |                          |
|  | Marcatori | 30’ D'Aversa 65’ Miccoli |

| Arbitro: | Ayroldi (Molfetta) |

|              |           |                         |
| Mihalcea 29’ | Marcatori | 26’ Albino 74’ M. Vieri |

| Padova 10 marzo 2002 27ª giornata | Cittadella         | 0 – 0 | Genoa | Stadio Euganeo\| Arbitro: \| Cannella (Palermo) \| |
| Arbitro:                          | Cannella (Palermo) |       |       |                                                    |

| Arbitro: | Cruciani (Pesaro) |

|                            |           |  |
| Carparelli 35’ (rig.), 42’ | Marcatori |  |

| Arbitro: | Trefoloni (Siena) |

|  |           |                |
|  | Marcatori | 11’ Carparelli |

| Genova 8 aprile 2002 30ª giornata | Sampdoria           | 0 – 0 | Genoa | Stadio Luigi Ferraris\| Arbitro: \| Borriello (Mantova) \| |
| Arbitro:                          | Borriello (Mantova) |       |       |                                                            |

| Arbitro: | Ayroldi (Molfetta) |

|                                              |           |                  |
| Francioso 20’ (rig.) Manetti 77’ Mhadhbi 83’ | Marcatori | 16’, 54’ Zaniolo |

| Vicenza 21 aprile 2002 32ª giornata | Vicenza             | 0 – 0 | Genoa | Stadio Romeo Menti\| Arbitro: \| P. Rossi (Ciampino) \| |
| Arbitro:                            | P. Rossi (Ciampino) |       |       |                                                         |

| Arbitro: | Bolognino (Milano) |

|                  |           |  |
| Carparelli 90+3’ | Marcatori |  |

| Arbitro: | Palmieri (Cosenza) |

|                                                 |           |                                      |
| Sarli 14’ Deflorio 35’ Juric 42’ Gonzalez 90+2’ | Marcatori | 17’ Manetti 58’ Mensah 90+4’ Stroppa |

| Genova 12 maggio 2002 35ª giornata | Genoa                | 0 – 0 | Modena | Stadio Luigi Ferraris\| Arbitro: \| Gabriele (Frosinone) \| |
| Arbitro:                           | Gabriele (Frosinone) |       |        |                                                             |

| Arbitro: | Morganti (Ascoli Piceno) |

|               |           |  |
| Bresciano 51’ | Marcatori |  |

| Arbitro: | Dondarini (Finale Emilia) |

|                                          |           |                                            |
| Carparelli 7’ Mihalcea 38’ Francioso 83’ | Marcatori | 10’ (rig.) Suazo 44’ M. Esposito 85’ Negri |

| Arbitro: | Gabriele (Frosinone) |

|                                |           |                           |
| Savoldi 40’ Dionigi 48’ (rig.) | Marcatori | 17’ Mensah 19’ Carparelli |

### Coppa Italia

#### Girone 1
| Arbitro: | Saccani (Mantova) |

|                           |           |                          |
| Ricchiuti 8’ Firicano 76’ | Marcatori | 23’ Francioso 69’ Malagò |

| Arbitro: | Farina (Novi Ligure) |

|                                     |           |               |
| Francioso 23’ (rig.) Carparelli 61’ | Marcatori | 77’ Borriello |

| Arbitro: | Dondarini (Finale Emilia) |

|                                                      |           |  |
| Manetti 11’ Francioso 39’ (rig.), 42’ Carparelli 80’ | Marcatori |  |

#### Secondo turno
| Piacenza 9 settembre 2001, ore 20:45 Andata | Piacenza           | 0 – 0 | Genoa | Stadio Leonardo Garilli\| Arbitro: \| Palmieri (Cosenza) \| |
| Arbitro:                                    | Palmieri (Cosenza) |       |       |                                                             |

| Arbitro: | Saccani (Mantova) |

|                      |           |           |
| Francioso 81’ (rig.) | Marcatori | 64’ Poggi |